# Trematodon pascuanus
Trematodon pascuanus är en bladmossart som beskrevs av Thériot 1937. Trematodon pascuanus ingår i släktet tranmossor, och familjen Bruchiaceae. Inga underarter finns listade i Catalogue of Life.